# 阿米尔·侯赛因·扎雷
阿米尔·侯赛因·扎雷（波斯語：‎，2001年1月16日—），伊朗男子摔跤运动员，2020年夏季奥运会男子自由式125公斤级铜牌得主、2021年世界摔跤锦标赛男子自由式125公斤级金牌得主、2022年世界摔跤锦标赛男子自由式125公斤级铜牌得主、2023年世界摔跤锦标赛男子自由式125公斤级金牌得主。